# Saint-Étienne-des-Grès
Saint-Étienne-des-Grès es un municipio parroquial canadiense situado en la provincia de Quebec.

## Superficie
Saint-Étienne-des-Grès tiene una superficie de 104,54 km².

## Demografía
En 2021, tenía 4539 habitantes, una densidad poblacional de 43,4 hab./km², y 1945 viviendas.